# ماجرای عشقی پرتب‌وتاب
ماجرای عشقی پرتب‌وتاب (انگلیسی: Red Hot Romance) یک فیلم صامت به کارگردانی ویکتور فلمینگ است که در سال ۱۹۲۲ منتشر شد. نسخه‌ای ناکامل از این فیلم در آرشیو کتابخانه کنگره موجود است.